# Tiago Djaló
Tiago Emanuel Embaló Djaló, född 9 april 2000, är en portugisisk fotbollsspelare som spelar för Porto, på lån från Juventus.

## Karriär

### Sporting Lissabon
Djaló spelade som ung för CD Metralhas och SF Damaiense innan han som 13-åring gick till Sporting Lissabon. Djaló debuterade för reservlaget i LigaPro den 24 februari 2018 i en 2–2-match mot Académica de Coimbra. Han spelade 12 matcher och gjorde ett mål i LigaPro under säsongen 2017/2018.

### AC Milan
I januari 2019 värvades Djaló av Milan. Han spelade för klubbens primaveralag.

### Lille
Den 1 augusti 2019 värvades Djaló av Lille, där han skrev på ett femårskontrakt. 10 dagar senare gjorde Djaló sin Ligue 1-debut i en 2–1-vinst över Nantes, där han bildade mittbackspar med José Fonte. Säsongen 2020/2021 spelade Djaló 17 ligamatcher och hjälpte Lille att bli Ligue 1-mästare för första gången sedan 2011.

### Juventus
Den 22 januari 2024 värvades Djaló av Juventus på ett kontrakt till sommaren 2026. Den 2 september 2024 lånades han ut till Porto på ett säsongslån.

## Meriter
Lille
- Vinnare av Ligue 1: 2020/2021